# Het Limburgs Kamerorkest
Het Limburgs Kamerorkest is een kamerorkest dat is samengesteld zoals de orkesten van Haydn, Beethoven en Schubert: 24 strijkers (violen, altviolen, celli en contrabassen), 8 houtblazers (2 fluiten, 2 hobo's, 2 klarinetten en 2 fagotten), 2 hoorns en pauken.  De bezetting kan naargelang de uit te voeren werken aangevuld worden met trompetten en trombones. Deze klassieke vorm van het kamerorkest heeft een vaste plaats verworven in de muziekpraktijk, vanaf de Mannheimer hofkapel (18de eeuw) tot nu. Het repertoire en de mogelijkheden van het Limburgs Kamerorkest omvatten dan ook de klassieke muziek vanaf 1750 tot nu. 

## Dirigent
Het Limburgs Kamerorkest staat onder leiding van dirigent Ronny Ramaekers